# Diabo no Corpo

O Diabo no Corpo é um projeto criado pela FOX em Portugal que aborda a temática da possessão. A peça central do projeto é um conjunto de cinco episódios em estilo documental que aborda casos de possessão demoníaca em Portugal com testemunhos reais e visitas aos locais onde tiveram lugar os acontecimentos. A série documental faz-se acompanhar de um site e de uma página de Facebook que desenvolvem a temática da possessão demoníaca e que estabelecem a ligação à série Outcast.  

## Episódios
A série O Diabo no Corpo é composta por um conjunto de cinco episódios sobre casos de possessão com testemunhos reais. Os episódios foram filmados em território português. A realização está a cargo de Miguel Nabinho e a produção executiva foi assegurada por Vera Amaro. Cada episódio tem uma duração aproximada de cinco minutos e combina entrevista direta com os intervenientes da história com filmagens do local onde aconteceu a possessão. 
Além da temática da possessão demoníaca, subjacente ao projeto O Diabo no Corpo, existem ainda testemunhos de exorcismo na perspetiva do exorcista e do exorcizado e casos de assombrações. 

### O rapaz-cão
O primeiro episódio, intitulado “O rapaz-cão”, narra um caso que teve lugar em Vera Cruz de Marmelar e discute a temática da possessão. O caso é relatado na terceira pessoa pelos habitantes da localidade — Carlota, Mónica, Joana e Conceição —, que testemunharam a chamada transformação do "rapaz-cão” e das capacidades místicas do Santo Lenho da igreja de Vera Cruz de Marmelar, um pedaço da cruz na qual Jesus Cristo fora crucificado.
A história do primeiro episódio cruza-se com temáticas como a licantropia, a possessão demoníaca e a utilização de animais enquanto veículo de comunicação e possessão. 

### O exorcismo salvou-me
O  segundo episódio relata a batalha de Fernanda, residente em Lamego, contra uma possessão demoníaca da qual foi alvo durante anos e que resultava em episódios de extrema agressividade (inclusive autoinfligida), dores lancinantes e incapacidade de trabalhar. O exorcismo foi a solução encontrada para resolver este problema. 
A resolução de casos de possessão através de exorcismo é a temática principal do episódio e estabelece paralelo com outros casos conhecidos, como o de Roland Doe, que inspirou o livro O Exorcista de William Peter Beatty e a respetiva adaptação cinematográfica, e também de Annelise Michel. 

### O exorcista
No terceiro episódio o sacerdote exorcista Duarte Sousa Lara, autorizado pela igreja católica, descreve-nos de que forma o diabo é capaz de manipular e de que maneiras se manifesta. A experiência e historial do sacerdote são as bases de um episódio que, ao contrário dos outros, não se centra num caso, mas sim num interveniente com um longo historial na resolução de casos de possessão.  
O padre exorcista foi discípulo de Gabriele Amorth (conhecido pelo seu longo historial na discussão de possessão e pelas suas opiniões controversas), o exorcista oficial do Vaticano, tendo-o acompanhado ao longo de dez anos enquanto ajudante na prática do exorcismo. 

### A entidade
Depois de se mudar para uma nova casa, Joaquim, de 39 anos e natural de São João de Ver, começou a sentir uma presença que se manifestava de várias maneiras na sua vida “doméstica”. A presença começou por ser relativamente inócua, ainda que assustadora, mas rapidamente ganhou contornos violentos. 
Este episódio aborda a temática da cataplexia, uma condição médica que causa paralisia temporária em situações de elevado stress, bem como as teorias que associam a figura do gato ao mundo espiritual e, também, ao culto das casas assombradas. 

### Uma legião de demónios
Por exibir.

## Produção
A produção do projeto O Diabo no Corpo foi entregue pela FOX Portugal à Screen Miguel Nabinho. A equipa diretamente ligada ao projeto contou com 13 pessoas e as gravações tomaram lugar entre Março e Abril de 2016. A fase de pesquisa decorreu durante os meses de Fevereiro e Março do mesmo ano.

## Divulgação
Os cinco episódios que compõem O Diabo no Corpo foram lançados com periodicidade semanal num site próprio para o documentário. Para a divulgação da série criada uma página de Facebook com conteúdo adicional que se relaciona com a série Outcast e através da rede de canais de televisão da FOX. 

## Relação com Outcast
O tema da possessão demoníaca é o fio condutor tanto do projeto Diabo no Corpo com o da série Outcast. 
Outcast segue Kyle Barnes (Patrick Fugit), um homem jovem que foi atormentado por possessões demoníacas toda a sua vida. Com a ajuda do Reverendo Anderson (Philip Glenister), Kyle vai procurar respostas. 
Gabriel Bateman é Joshua Austin, um rapaz de oito anos que vive na mesma cidade de Kyle. Para consternação da sua família, Joshua parece estar vitima de possessão demoníaca.
‘Outcast’ tem também no elenco Wrenn Schmidt como Megan, a irmã adotiva de Kyle; Reg E. Cathey, como o chefe Giles; Kate Lyn Sheil como a ex-mulher de Kyle, Allison; David Denman, como o agente de polícia local Mark Holter que também é o cunhado de Kyle; Catherine Dent, como Janet Anderson, a ex-mulher do Reverendo; Brent Spiner, como Sidney; Grace Zabriskie, como Mildred; Melinda McGraw como Patricia MacCready; Lee Tergesen como Blake Morrow; e Julia Crockett, como a mãe de Kyle. 
A série é baseada na comic de Robert Kirkman, também autor de The Walking Dead, outra série da FOX. Outcast é dirigida por Adam Wingard e a banda sonora é composta por Atticus Ross (The Social Network, The Girl With The Dragon Tattoo), vencedor de um Óscar da Academia pelo seu trabalho em ‘A Rede Social’ e que trabalha regularmente com Trent Reznor, a voz de Nine Inch Nails. 